# Cromosoma 15

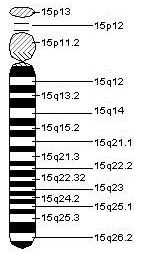
Cromátida del cromosoma 15.

El cromosoma 15 es uno de los 23 pares de cromosomas del cariotipo humano. La población posee, en condiciones normales, dos copias de este cromosoma, uno heredado de la madre y uno del padre durante la reproducción sexual. El cromosoma 15 posee alrededor de 106 millones de pares de bases, que representan entre el 3 y el 3,5% del ADN total de la célula.

## Genes
La identificación de genes en cada uno de los cromosomas es obtenida por medio de diferentes métodos, lo que da lugar a pequeñas variaciones en el número de genes estimados en cada cromosoma, según el método utilizado.

### Número de genes
| Base de datos | Genes codificantes de proteínas | ADN no codificante | Pseudogenes | Fecha      | Ref.               |
| ------------- | ------------------------------- | ------------------ | ----------- | ---------- | ------------------ |
| CCDS          | 568                             | --                 | --          | 26/10/2022 | [ 2 ]              |
| HGNC          | 569                             | 409                | 475         | 11/04/2025 | [ 5 ]              |
| Ensembl       | 618                             | 1 139              | 528         | 13/05/2024 | [ 6 ]              |
| UniProt       | 609                             | --                 | --          | 05/02/2025 | [ 7 ]              |
| NCBI          | 602                             | 576                | 591         | 23/08/2024 | [ 8 ] [ 9 ] [ 10 ] |

Algunos de estos genes son:

### Brazo corto (p)
- CEMIP: (proteína inductora de migración celular), KIAA1199 o HYBID. Brazo corto p25
- FAH: fumarilacetoacetato hidrolasa (fumarilacetoacetasa).
- FBN1: fibrilina 1 (síndrome de Marfan).
- HEXA: hexosaminidasa A (polipéptido alfa).
- IVD: isovaleril-Coenzima A deshidrogenasa.

- MCPH4: microcefalia
- NKCC2: Cotransportador Na-K-2Cl del riñón.
- OCA2
- RAD51: RAD51 homólogo (RecA homólogo, E. coli) (S. cerevisiae).
- STRC: estereocilina
- UBE3A: ubiquitín-proteíin-ligasa E3A (proteína virus del papiloma humano E6- asociada, síndrome de Angelman).

### Brazo largo (q)
- BCL2L10: Apoptosis. Esta proteína puede considerarse tanto pro-apoptótica como anti-apoptótica. En resumen (15q21.2)
- EYCL3 Color de ojos 3, marrón - localización: 15q11-q15 (nota: el color de los ojos es un carácter genético poligénico).[11]
- FBN1 : Fibrilina-1 (15q21.1)

- NEDD4: Proteína NEDD4 ubiquitina-ligasa E3. En resumen 15q21.23 Start 55,826,92

- Smad3: Vía de señalización del TGF-beta; localización: 15q22.33

- LRRK1: serina/treonina- proteína quinasa 1 rica en leucina. Brazo largo 15q26.3
- PML: proteína de leucemia promielocítica.
- SLC24A5

Los genes regulados por la impronta suelen estar agrupados. Posee una Región de Control de la Impronta (IC) en 10q11-q13 que se encuentra metilada, presenta una estructura diferente a la del ADN y una diferente expresión génica.

## Enfermedades relacionadas
Los siguientes trastornos están relacionados con cambios en el número o la estructura del cromosoma 15:
- Síndrome de Angelman. (Pérdida del locus materno. UBE3A).
- Síndrome de Prader-Willi. (Pérdida del locus paterno. SNRPN, NDN, MAGEL2, snRNA cluster).
- 15 isodicéntrico.
- Síndrome de Aagenaes.

Los siguientes trastornos están relacionados con genes localizados en el cromosoma 15:
- Síndrome de Bloom.
- Cáncer de mama.
- Acidemia isovalérica.
- Síndrome de Ehlers-Danlos y síndrome de hiperlaxitud articular.
- Síndrome de Marfan.
- Sordera no sindrómica.
- Enfermedad de Tay-Sachs.
- Tirosinemia.
- Carcinoma de NUT.

## Funciones de desarrollo
- El brazo largo (15q) desempeña una función fundamental en el desarrollo del diafragma.